# Вюртемберг

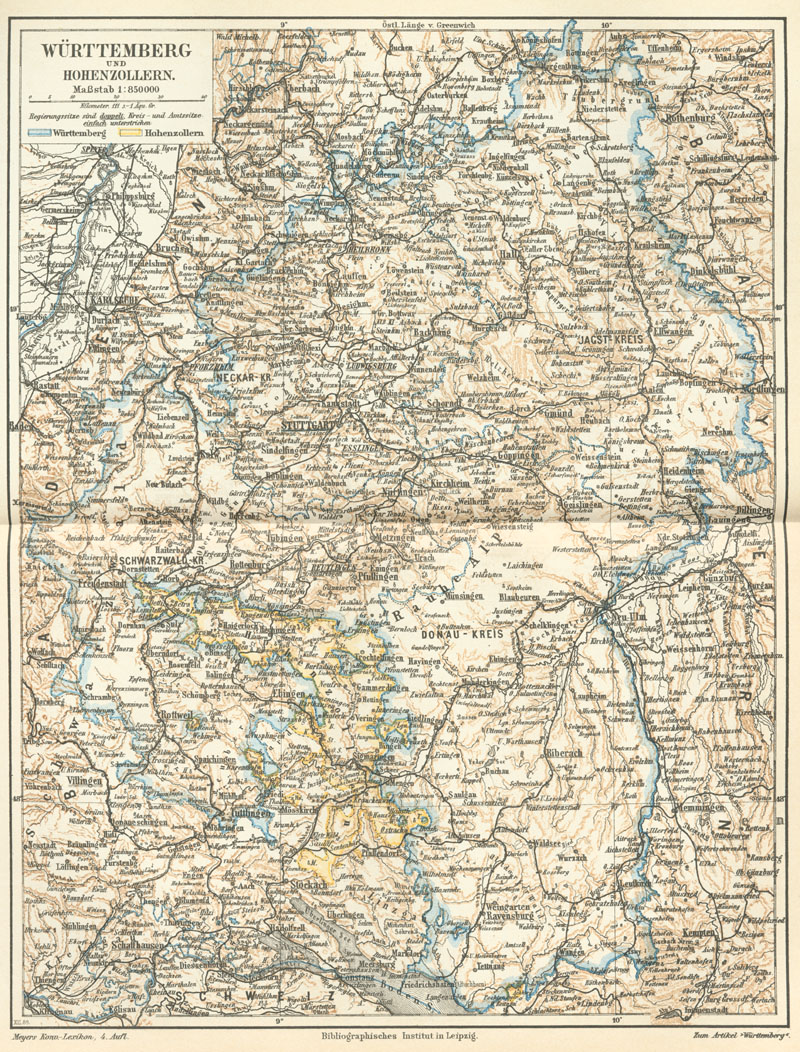
Историческая карта владений Вюртемберга (границы обозначены голубым цветом).

Вю́ртемберг (нем. Württemberg, официально с 1803 года, прежде — Виртемберг (Wirtemberg)) — историческая область (страна, край) на юго-западе современной Германии (ФРГ), часть региона Швабия, центральным (столичным) городом которой на протяжении длительного периода времени был город Штутгарт. 
В прошлом герцогство, затем королевство; с ликвидацией Вюртембергской монархии край стал свободным народным государством в составе Веймарской республики, которое было упразднено после Второй мировой войны. С 1952 года — в составе федеральной земли (государства) Баден-Вюртемберг.

## История

### Начальный период
В Вюртемберге, так же как и в прочих Верхнерейнских областях проживали племена свевов. В I веке по Рождеству Христову эти края были оккупированы римлянами, образовавшими свою провинцию. В средине III века уже алеманны или аламанны, германское племя, раньше называвшееся семнонами, выгнали римлян за Рейн и заняли земли Вюртемберга. После поражения алеманнов Хлодвигом, предводителем франков в 496 году, земли составляющие Вюртемберг, частью перешли под власть франков, образовавших герцогство Алеманния (разделившееся 1096 году), частью вошли в состав Швабского герцогства, существовавшего до конца XIII столетия.
Владетельный дом Вюртембергов впервые появился на исторической арене в XI веке. Первым известным представителем дома был Конрад I. В XII веке Вюртемберги получают титул графов. Около этого времени возникло графство Вюртемберг.

### Период герцогства (1495—1806)
В 1495 году Вюртемберг получает статус герцогства.

### Период королевства (1806—1918)
В 1806 году Вюртемберг вошёл в состав Рейнского Союза и получил от Наполеона I Бонапарта статус королевства.
С 1806 до 1918 года Вюртембергом правили четыре короля:
- Фридрих I
- Вильгельм I
- Карл I
- Вильгельм II

Во время Ноябрьской революции 1918 года последний вюртембергский король Вильгельм II отрёкся от престола.